# Jablanica (dopływ Morawy Południowej)
Jablanica (serb. Јабланица) – rzeka w Kosowie i Serbii, lewy dopływ Morawy Południowej.
Wypływa spod góry Goljak koło wsi Grbavce, długość rzeki wynosi 85 km, a powierzchnia dorzecza 895 km².